# Corinne De Permentier
Corinne De Permentier, née le 5 avril 1960 à Etterbeek est une femme politique belge.
Elle est diplômée en comptabilité et milite dès 1985 pour le Parti réformateur libéral (actuel Mouvement réformateur (MR)). Au cours de son parcours politique, elle est notamment Bourgmestre de Forest, Députée bruxelloise et fédérale, Ministre de l'Audiovisuel et Vice-Présidente de la Chambre.

## Biographie

### Débuts en politique
En 1988, sur les conseils de Jean Gol, elle se présente aux élections communales dans la commune de Forest. Forte de son score, elle devient directement échevine. Elle assume notamment les compétences liées à la culture, État-civil, relations publiques, population ou encore les bâtiments communaux. Corinne De Permentier est Premier échevin dès 1994 et est élue Députée au Parlement bruxellois 21 mai 1995. En 1996, se déroule la première édition des Fêtes médiévales sur le site de l'Abbaye de Forest. 
Entre 1998 et 1999, elle devient Bourgmestre f.f. en remplacement de Magda De Galan, avec la volonté de renforcer la présence policière. Le 13 juin 1999, elle est élue Députée de la Chambre des représentants de Belgique. Le 23 juillet 1999, elle quitte ses fonctions pour devenir Ministre de l'Audiovisuel de la Communauté française.

### Ministre de l'Audiovisuel
Le 23 juillet 1999, elle endosse les fonctions de Ministre de l'Audiovisuel, de l'aide à la presse et de la tutelle de la RTBF. Elle s'illustre sur le dossier communautaire sensible des plans de fréquence, les télévisions locales et sur les  signalétiques d'avertissement à destination des enfants.

### Bourgmestre de la commune de Forest

#### Élections du8 octobre 2000
Les élections du 8 octobre 2000 marquent un tournant, Corinne De Permentier réalise un score historique de 4 214 voix de préférence et la liste PRL-FDF remporte 15 sièges. Le soir des élections, un accord fut signé entre le PRL-FDF et le PS, prévoyant la reconduction de la majorité sortante et l’attribution du mayorat à la tête de liste du PRL-FDF, Corinne De Permentier. Cet accord fut rejeté par la base interne du PS. Pourtant vainqueur des élections, la liste se voyait rejeté dans l’opposition. 
Dès lors, Le PRL  forestois ne s’avoue pas vaincu. À la mi-novembre, il introduit un recours au collège juridictionnel en vue de faire invalider les élections du 8 octobre et d’organiser un nouveau scrutin. Le collège juridictionnel valide l’élection forestoise le 14 décembre 2000. Mais le 15 décembre 2000, deux élus socialistes trahis par leur parti ayant réalisé un bon score et n'obtenant rien après à deux reprises, s'estimant n'être que des attrapes voix car d'origine Marocaine, décident de siéger en tant qu’indépendants et d’offrir leur voix au PRL. De ce fait, la majorité bascule en faveur du PRL-FDF qui, allié au PSC, réunit 18 voix sur 35.
Les échevins sont élus le 2 janvier 2001 (6 PRL-FDF, 1 PSC). La nomination de la bourgmestre, Corinne De Permentier, prend plus de temps. Deux actes de candidature ont été déposés dans un premier temps : l’un présenté par Magda De Galan, signé par une majorité d’élus, dont les deux dissidents; l’autre présentant Corinne De Permentier, signé par une minorité mais appuyé par les deux dissidents qui s’expliquent dans un courrier adressé à la gouverneur. Les deux actes sont refusés par le ministre de l’Intérieur Antoine Duquesne. Les deux adversaires introduisent chacune une nouvelle demande. Celle de Magda De Galan réunit 17 signatures, celle de Corinne De Permentier, 16. On se trouve dans le cas inédit de deux  candidatures au poste de bourgmestre ne disposant pas de majorité. Toutefois, compte tenu du nouveau rapport de forces politique à Forest, Corinne De Permentier, qui dispose de l’appui extérieur des deux dissidents, est désignée. Elle prête serment entre les mains de la gouverneure Véronique Paulus de Châtelet le 5 février 2001.

#### Maïorat

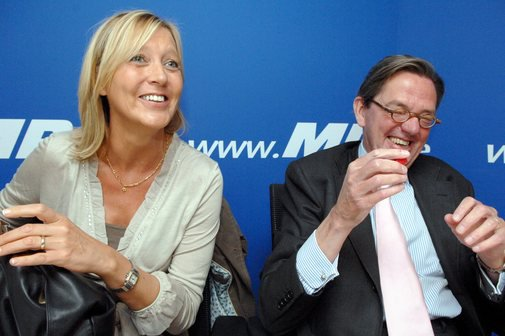
Corinne De Permentier et Jacques Simonet

À la suite de cette saga inédite, elle devient la seconde bourgmestre libérale de Forest après Léon Wielemans. Outre la politique de tolérance zéro, la création du centre sportif avenue Van Volxem et la mise en chantier de celui du Bempt, elle œuvre à la réhabilitation du chancre de l'ancienne Brasserie Wielemans-Ceuppens en Centre d'art contemporain, le Wiels. Ce projet également poussé par Willem Draps, secrétaire d'État bruxellois chargé des Monuments et Sites, a débuté en 2003. 
Son maïorat est également marqué par les événements de l'usine VW en 2006. À l'annonce de la suppression de près de 4 000 emplois, elle dénonce "une catastrophe nationale, économique et sur l'emploi". Outre son engagement auprès des travailleurs, elle a également travaillé sur le dossier à travers ses fonctions parlementaires à la Chambre. Malgré une victoire dans les urnes avec 40 % des voix, le MR forestois et ses co-listiers sont renvoyés dans l'opposition. 

### Parcours parlementaire

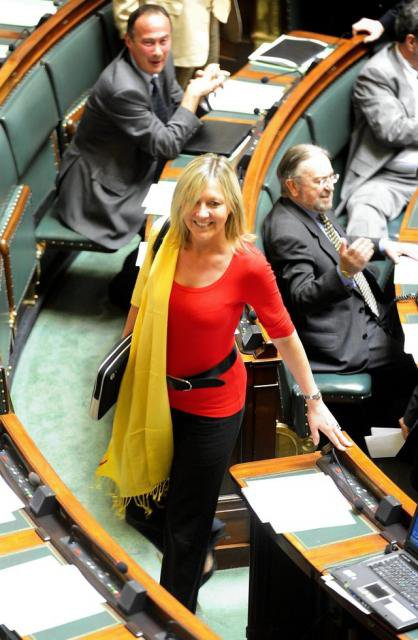
En période de crise communautaire, Corinne De Permentier revendique son attachement à la Belgique.

Corinne De Permentier a une longue carrière parlementaire entamée en 1995 au Parlement bruxellois, qu'elle poursuit dès le 13 juin 1999 à la Chambre, comme députée fédérale de la circonscription Bruxelles-Hal-Vilvorde. Elle exerce successivement différentes fonctions au sein de l'assemblée notamment Secrétaire, deuxième Vice-Présidente et première Vice-Présidente de la Chambre.
Elle œuvre sur des dossiers tels que le rapt parental, ou encore comme co-auteure de la loi anti-burqa. En outre, elle a présidé l'union interparlementaire section Israël et deux délégations parlementaires à Taïwan pour des échanges bilatéraux. Elle a manifesté son soutien à Gilad Shalit et a déposé une proposition de résolution demandant au gouvernement d'intervenir pour la libération de celui-ci. Corinne De Permentier assume son attache patriotique en défendant la création de la journée nationale des porte-drapeaux. Elle s'est également vêtue aux couleurs du pays lors de la période de trouble communautaire. 
Le 25 mai 2014, elle est élue députée au Parlement bruxellois avec le 14e score tous partis confondus. Elle siège également au Parlement de la Communauté française de Belgique. Elle cesse sa carrière politique au terme de la législature, le 26 mai 2019. 

## Distinctions
- Chevalier de l’Ordre de Léopold
- Officier de l’Ordre de Léopold

## Vie privée
Elle a deux enfants Cédric Pierre-De Permentier, né en 1995, qui est élu conseiller communal à Forest en 2018, et Olivier, né en 1997.